# Platypalpus excisus
Platypalpus excisus is een vliegensoort uit de familie van de Hybotidae. De wetenschappelijke naam van de soort is voor het eerst geldig gepubliceerd in 1907 door Becker.